# Тиссо, Максим (футболист)
Максим Тиссо (фр. Maxim Tissot; род. 13 апреля 1993, Гатино, Канада) — канадский футболист, полузащитник клуба «Атлетико Оттава». Выступал за сборную Канады.

## Клубная карьера
Тиссо — воспитанник клуба «Монреаль Импакт». 26 февраля 2013 года клуб подписал с ним профессиональный контракт по правилу доморощенного игрока. 14 апреля в матче против «Коламбус Крю» он дебютировал в MLS. 29 сентября в поединке против «Чикаго Файр» Максим забил свой первый гол за команду. В 2013 и 2014 годах он дважды стал победителем Первенства Канады. 28 июня 2016 года «Импакт» отчислил Тиссо.
14 июля 2016 года Тиссо подписал контракт с клубом Североамериканской футбольной лиги «Оттава Фьюри». 13 декабря «Оттава Фьюри» объявила, что Тиссо не будет в составе на сезон 2017, когда клуб перейдёт в USL.
24 февраля 2017 года Тиссо был подписан клубом MLS «Ди Си Юнайтед». За вашингтонский клуб он дебютировал 22 апреля в матче против «Нью-Инглэнд Революшн». 8 мая «Ди Си Юнайтед» и Тиссо достигли договорённости о расторжении контракта по взаимному согласию.
9 мая 2017 года Тиссо присоединился к клубу Североамериканской футбольной лиги «Сан-Франциско Делтас». За «Делтас» он дебютировал 18 мая в матче против любительского клуба «Берлингейм Дрэгонз» в рамках Открытого кубка США. При его участии клуб одержал победу в лиге, одолев в финале сезона 12 ноября «Нью-Йорк Космос» со счётом 2:0. Однако, несколько дней спустя после чемпионского матча «Сан-Франциско Делтас» были расформированы.
10 января 2018 года Тиссо вернулся в «Оттава Фьюри». После завершения сезона 2019 клуб «Оттава Фьюри» прекратил существование.
22 июля 2020 года Тиссо подписал контракт с клубом Канадской премьер-лиги «Фордж». За «Фордж» он дебютировал 13 августа в матче стартового тура сезона 2020 против «Кавалри». 19 сентября в финале КПЛ 2020 против «Галифакс Уондерерс» Тиссо забил гол и помог «Форджу» выиграть чемпионский титул. 12 февраля 2021 года Тиссо перезаключил контракт с «Форджем» на сезон 2021.
26 января 2022 года Тиссо подписал однолетний контракт с опцией продления ещё на один год с «Атлетико Оттава». За «Атлетико Оттава» он дебютировал 9 апреля в матче стартового тура сезона 2022 против «Кавалри». 24 апреля в матче против «Валора» он забил свой первый гол за «Атлетико Оттава».

## Международная карьера
16 января 2015 года в товарищеском матче против сборной Исландии Тиссо дебютировал за сборную Канады, заменив во втором тайме Джонатана Осорио. В том же году Максим попал в заявку сборной на участие в Золотом кубка КОНКАКАФ. На турнире он сыграл в матче против сборной Коста-Рики.

## Достижения
Командные
 «Монреаль Импакт»
- Первенство Канады — 2013, 2014

 «Сан-Франциско Делтас»
- Североамериканская футбольная лига — 2017

 «Фордж»
- Канадская премьер-лига — 2020